# Sanseitō
Sanseitō (em japonês: 参政党; literalmente: 'Partido da Participação Política') é um partido político populista, ultraconservador e anti-imigração de extrema-direita do Japão. Foi fundado em março de 2020 e tornou-se ativo em abril do mesmo ano.
O partido apresentou cinco candidatos para o bloco nacional de representação proporcional e 45 candidatos em todos os círculos eleitorais na eleição de 2022 para Câmara de Vereadores. Sohei Kamiya, o secretário-geral do Sanseitō e um dos candidatos no bloco nacional, conquistou um assento. O Sanseitō recebeu mais de 2% dos votos nos círculos eleitorais e no bloco de representação proporcional, atendendo aos requisitos legais para se tornar oficialmente um partido.
O Sanseitō já promoveu desinformação sobre a COVID-19 e visões antivacina. Seu presidente, Manabu Matsuda, associou vacinas contra COVID-19 a uma "arma assassina".  O partido também ganhou atenção da mídia internacional durante o eleição de 2022 devido Sohei Kamiya ter uma retórica antissemita durante aparições públicas e comícios de campanha. Em maio de 2025, Sohei Kamiya foi acusado de revisionismo histórico após afirmar que, durante a Batalha de Okinawa, os okinawanos locais foram mortos apenas por soldados estadunidenses e não pelo Exército Imperial Japonês.
Observadores apontam que o Sanseitō se difere dos partidos políticos de extrema-direita habituais no Japão, já que a maioria de seus apoiadores é afluente, anteriormente politicamente apática, e se sente atraída por temas como alimentação na base de orgânicos e espiritualidade. De acordo com Mina Okamura, psicóloga clínica e consultora de psicologia empresarial, as pessoas que têm sido indiferentes à política e às eleições estavam interessadas nas palavras-chave "antivacina", "sem máscara" e "orgânico". Os eleitores do Sanseitō, no seu conjunto, não pensam que o voto de alguém possa mudar a política, mas encorajam os partidos que já existem a tentar fazer o que consideram bom. O discurso do Sanseitō então é emocional em vez de logicamente atraente. Por isso, apela às sensibilidades dos politicamente inexperientes. Ainda segundo o analista político japonês Hiroo Hagino, o partido é apoiado pela população mais jovem que ficou desapontada com a política centrada nos idosos.

## Políticas
O Sanseitō tem uma postura anti-estrangeiros e afirma que os mesmos recebem melhor tratamento do que os japoneses, e que a cultura japonesa está mudando rapidamente. O partido defende restrições à propriedade de terras por estrangeiros e a redução do número de trabalhadores de outros países.
O partido quer que o público japonês possa optar por não usar máscaras e tomar vacinas durante pandemias como a de COVID-19, e caracterizou a pandemia como sendo "encenada". Ademais, o partido já promoveu uma série de teorias da conspiração sobre vacinas.
Suas principais políticas envolvem reforma educacional para desenvolvimento da capacidade de pensar e valorização da tradição, segurança alimentar para promoção de produtos alimentícios naturais sem pesticidas e protecionismo para regulação do investimento estrangeiro. Além disso, propõe aumento do orçamento de defesa para até 3% do PIB.
Especificamente na eleição de 2022, para Câmara dos Conselheiros, propôs a "liberalização do uso de máscaras" como sua política sobre o coronavírus. Uma análise descobriu que, em 2022, seu eleitorado se sobrepõe aos jovens e à geração responsável pela criação de filhos que sofrem de fadiga pandêmica, especialmente em regiões com menor índice de vacinação. Por essas razões, foi criticado e rotulado como extrema-direita com adesão a teorias da conspiração.
O partido é a favor de reescrever a Constituição. No rascunho da Constituição proposta pelo partido, é dito que tropas estrangeiras (como tropas militares estadunidenses) não têm permissão para estacionar e bases militares estrangeiras (como bases militares dos EUA) não devem ser estabelecidas no Japão. No rascunho também é dito que nenhuma terra no Japão pode ser ocupada por fundos não japoneses e quaisquer ativos de fundos não japoneses no país podem ser confiscados pelo governo, por meio de regulamentações legais decididas com base na sua política partidária.
O partido é contra o matrimônio homoafetivo e se opõe à Lei de Promoção da Compreensão LGBT (LGBT理解増進法) japonesa.

## Resultados eleitorais

### Câmara dos Representantes
| Eleição | Líder        | Círculo eleitoral | Círculo eleitoral | Círculo eleitoral | Círculo eleitoral | Lista partidária | Lista partidária | Lista partidária | Lista partidária | Total    | Total | Cl. | Status   |
| Eleição | Líder        | Votos             | %                 | Assentos          | +/-               | Votos            | %                | Assentos         | +/-              | Assentos | +/-   | Cl. | Status   |
| ------- | ------------ | ----------------- | ----------------- | ----------------- | ----------------- | ---------------- | ---------------- | ---------------- | ---------------- | -------- | ----- | --- | -------- |
| 2024    | Sohei Kamiya | 1.357.189         | 2.50%             | 0 / 289           | novo              | 1.870.347        | 3,43%            | 3 / 176          | novo             | 3 / 465  | novo  | 8.º | Oposição |

### Câmara dos Conselheiros
| Eleição | Líder        | Círculo eleitoral | Círculo eleitoral | Círculo eleitoral | Lista partidária | Lista partidária | Lista partidária | Assentos | Assentos | Assentos | Assentos | Cl. | Status   |
| Eleição | Líder        | Votos             | %                 | Assentos          | Votos            | %                | Assentos         | Eleição  | +/-      | Total    | +/-      | Cl. | Status   |
| ------- | ------------ | ----------------- | ----------------- | ----------------- | ---------------- | ---------------- | ---------------- | -------- | -------- | -------- | -------- | --- | -------- |
| 2022    | Sohei Kamiya | 2.018.215         | 3.80              | 0 / 75            | 1.768.385        | 3.33             | 1 / 50           | 1 / 125  | New      | 1 / 248  | New      | 8.º | Oposição |